# Arctique
Pour les articles homonymes, voir Arctique (homonymie).
Ne doit pas être confondu avec l'Antarctique.

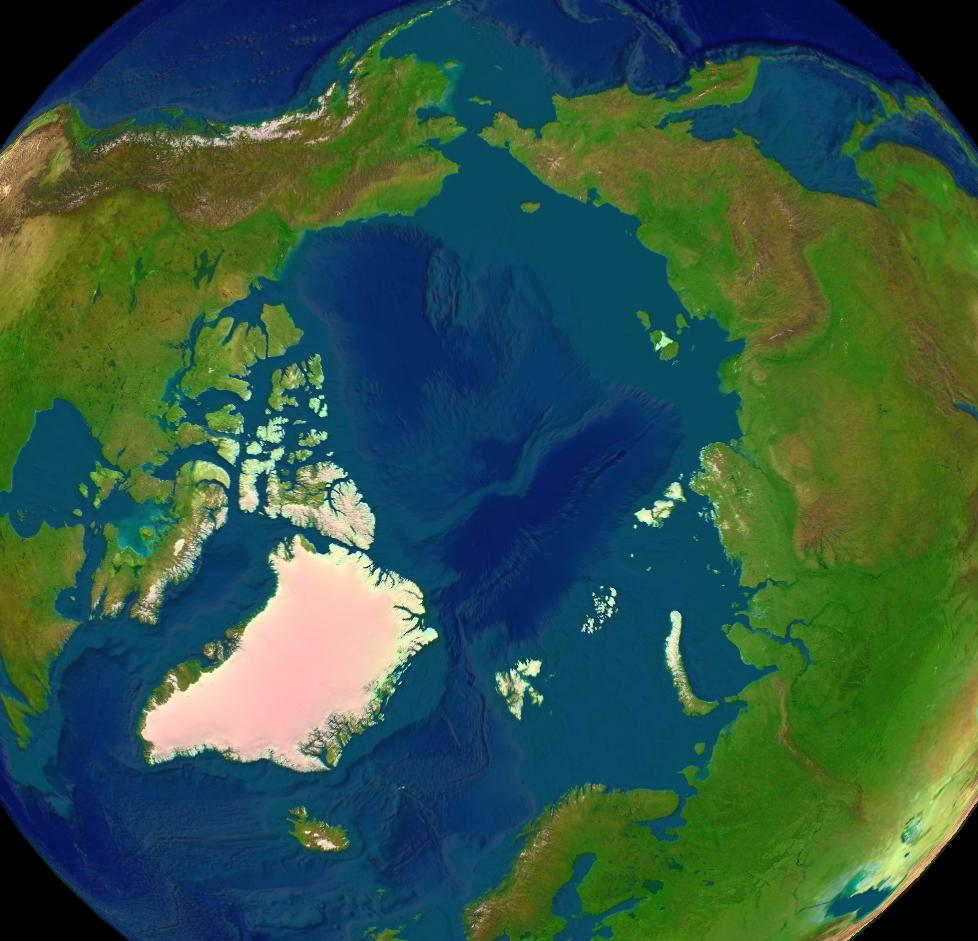
Image satellite de la région arctique.

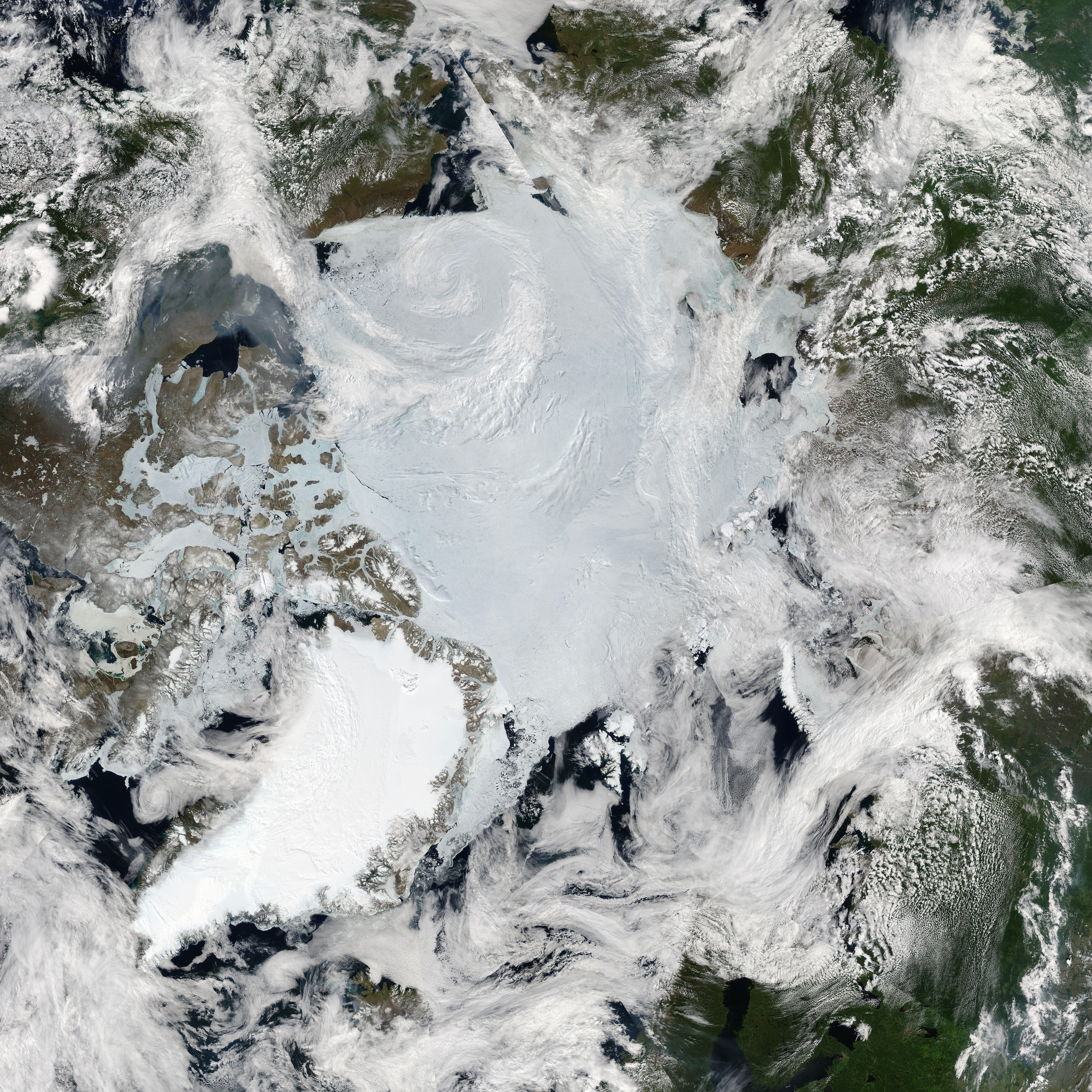
Image MODIS de l'Arctique.

L'Arctique est la région entourant le pôle Nord de la Terre, à l’intérieur et aux abords du cercle polaire arctique. Elle s'oppose à l'Antarctique, au sud.
Cette région du monde abrite plusieurs peuples autochtones dont notamment les Samis en Europe, les Inuits en Amérique du Nord et les « petits peuples » du Nord de la Russie, vivant traditionnellement de la chasse, de la pêche, de la cueillette et de l'élevage du renne. Elle a aussi en commun d'être régulièrement le théâtre d'aurores boréales, de connaitre le soleil de minuit et la nuit polaire et d'abriter une faune spécifique peuplant les toundras, taïgas, calottes glaciaires, fjords et banquises qui constituent son paysage. L'Arctique, au sens strict, comprend huit pays bordant l'océan Arctique ou proches de celui-ci, soit : pour l'Europe de l'Ouest, la Norvège, la Suède, la Finlande, le Danemark (avec le Groenland) et l'Islande ; pour l'Eurasie la Russie; pour l'Amérique du Nord, les États-Unis (avec l'Alaska) et le Canada. Ces huit pays sont regroupés au sein du Conseil de l'Arctique.

## Généralités

### Définition
De façon générale, l'Arctique est la région entourant le pôle Nord de la Terre, à l’intérieur et aux abords du cercle polaire arctique. Ce n'est cependant pas une des régions du monde telles qu'elles sont retenues par l'ONU. Selon Camille Escudé-Joffres, « [à] première vue (...) les régions arctiques s’appréhendent bien davantage en termes de diversité que d’unité : diversité politique, sociale, économique, culturelle, géographique, climatique ».
Il existe plusieurs définitions de la région arctique,. La limite généralement admise est donnée par le cercle arctique (latitude 66° 34′ N), où, lors des solstices, il fait jour ou nuit pendant vingt-quatre heures,. Selon cette définition, l'Arctique représente une surface d'environ 21 027 000 km2[réf. nécessaire]. D'autres définitions s'appuient sur des données climatiques et environnementales, comme la courbe isotherme des 10 °C au mois de juillet, une limite, variable dans le temps, qui marque approximativement la limite au-delà de laquelle les arbres ne poussent plus,. Politiquement et socialement, la région arctique inclut les territoires nordiques des huit États arctiques, dont la Laponie et l'Inuit Nunangat qui sont en grande partie situés au nord du cercle arctique, bien qu'en sciences naturelles cette partie soit considérée comme subarctique.

### Étymologie
Le nom Arctique vient du grec ancien ἄρκτος / árktos, « ours », en référence aux noms des constellations de la Grande Ourse et de la Petite Ourse, situées près du pôle nord céleste. Le nom Antarctique signifie lui opposé au pôle arctique.
Le mot « Arctique » se prononce en français standard [aʀktik], ou de façon désuète [aʀtik].

## Géographie physique et environnement
L'Arctique comprend plusieurs mers, qui s'articulent autour de l'océan Arctique, ainsi que de nombreux îles et archipels. Depuis Jan Mayen, jusqu'aux côtes norvégiennes et au Svalbard se trouve la mer de Norvège. Plus à l'est, de l'île aux Ours à la Nouvelle-Zemble, s'étend la mer de Barents. Entre la Carélie et la péninsule de Kola se situe la petite mer Blanche. Entre la Nouvelle-Zemble et la terre du Nord, on rencontre la mer de Kara. À l'est de la terre du Nord s'étend la mer des Laptev, et, depuis les îles de Nouvelle-Sibérie jusqu'à l'extrémité nord de l'île Wrangel, se trouve la mer de Sibérie orientale. Au large de la région russe de Tchoukotka et au nord du détroit de Bering se situe la mer des Tchouktches. Au large de l'Alaska, du territoire du Yukon (Canada) et des Territoires du Nord-Ouest  s'étend la mer de Beaufort. Le passage du Nord-Ouest représente l'ensemble des détroits de l'archipel arctique canadien. Au sud-est de ce passage s'étend la baie d'Hudson. Entre la péninsule d'Ungava et l'île de Baffin se trouve le détroit d'Hudson. Les rives nord-ouest du Groenland baignent la mer de Lincoln. Entre le Groenland et l'île de Baffin se situent la baie de Baffin (au nord) et le détroit de Davis (au sud). Au nord de l'Islande, entre les côtes orientales du Groenland et Jan Mayen, s'étend la mer du Groenland.
Dans l'Ouest de la mer de Norvège, se trouve Jan Mayen qui abrite le volcan émergé le plus septentrional du monde. À 450 kilomètres à l'est du Nordøstrundingen (Groenland) se trouve le Svalbard, qui appartient à la Norvège. Plus à l'est, plusieurs archipels s'étendent le long des côtes de Russie, on rencontre tout d'abord la Nouvelle-Zemble et la terre François-Joseph, puis la terre du Nord et les îles de Nouvelle-Sibérie, enfin l'île Wrangel. Au Canada est situé l'archipel Arctique avec l'île Banks, l'île Victoria et l'île du Prince-de-Galles. Au nord de ces dernières s'étendent les îles de la Reine-Élisabeth. Parmi elles se trouvent l'île Devon, l'île Axel Heiberg et l'île d'Ellesmere, ces deux dernières bordant directement l'océan Arctique. Au sud de celle-ci se situe l'île de Baffin, la plus grande des îles canadiennes. De l'autre côté de la mer de Baffin et du détroit de Davis, se trouve la plus massive des îles arctiques, le Groenland, propriété du Danemark. Puis, entre la mer du Groenland et la mer du Nord, on rencontre l'Islande avec ses glaciers et son intense activité volcanique.

### Topographie

#### Érosion sous les hautes latitudes

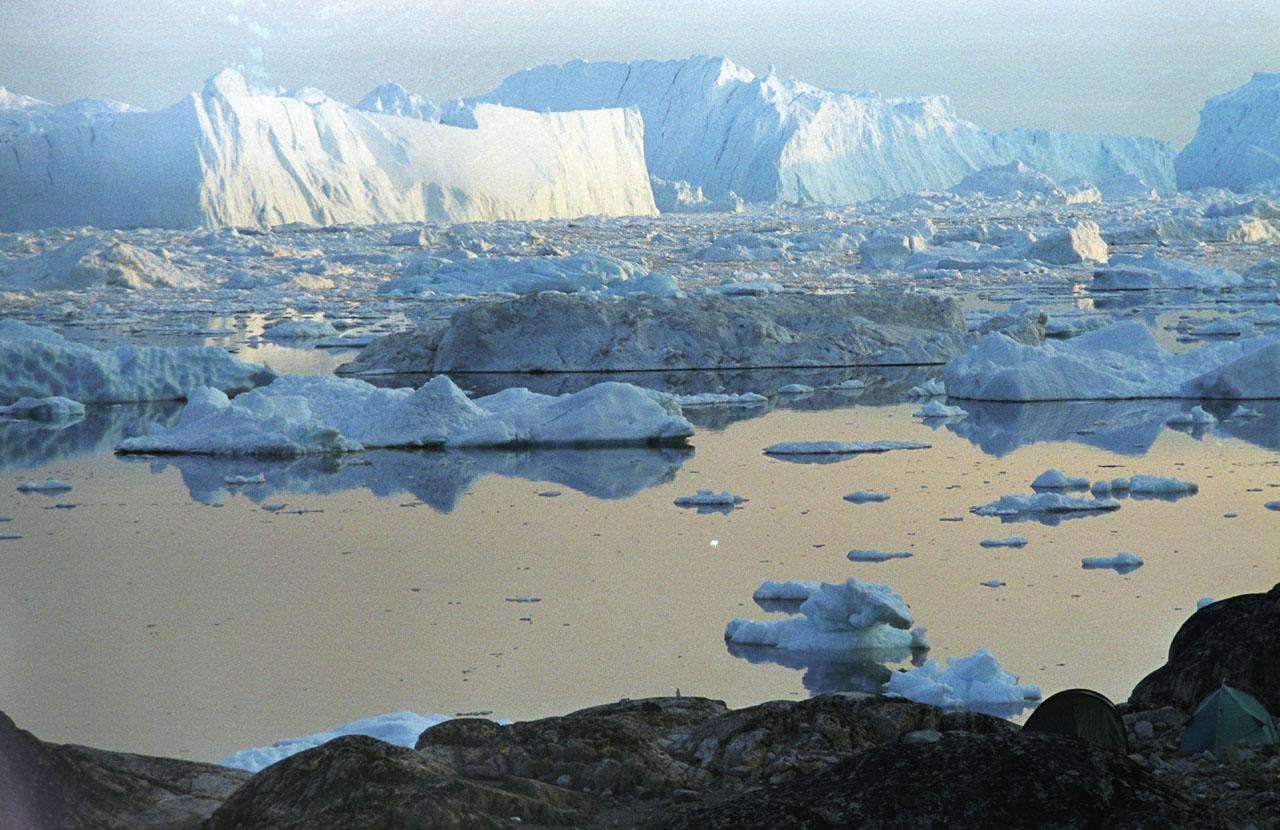
Grands icebergs (jusqu'à 180 m de haut) dérivant vers la mer depuis Isfjord, baie de Disko, à l'ouest du Groenland.

Dans les régions froides arctiques ou antarctiques, l'agent d'érosion principal est le gel. La couverture végétale est en effet rare, le régime des précipitations peu violent et les aménagements humains peu importants. On retrouve des contraintes et des formes communes à la haute montagne (modelés glaciaires). Cependant, l'amplitude thermique est moins violente et la pente n'est pas obligatoire. Dans certaines régions se combinent pente et climat polaire (Groenland, centre de l'Arctique). Le glacier Vatnajökull en Islande aurait arraché un mètre de substrat rocheux en 180 ans.
Les glaciers transportent aussi des moraines, comme en haute montagne.
On trouve également en Arctique des fjords (vallée glaciaire très profonde, habituellement étroite et aux côtes escarpées, se prolongeant en dessous du niveau de la mer et remplie d'eau salée), des icebergs (issus de l'érosion marine et du réchauffement), ainsi que des plateaux rocheux érodés, les fjells.
Le pergélisol est une autre caractéristique des régions polaires et subpolaires. Le sol est gelé en permanence et sur de grandes profondeurs (600 mètres en Sibérie), même si la surface peut dégeler en été. Les eaux de fonte stagnent et forment de vastes marécages. Elles alimentent des coulées et des glissements de terrain sur les pentes : c'est le phénomène de la solifluxion. Les formes liées au pergélisol sont les hydrolaccolithes, les pingos, les palses, les pipkrakes.

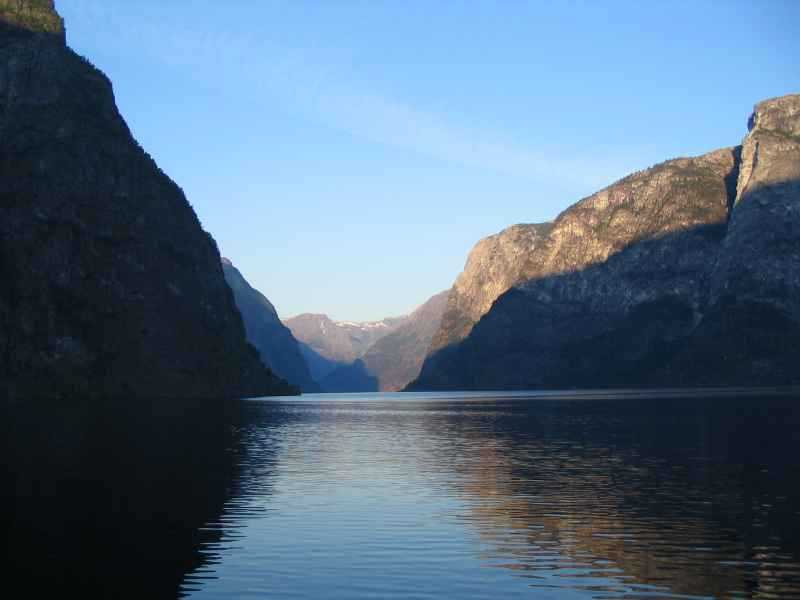
Le Sognefjorden, Norvège.
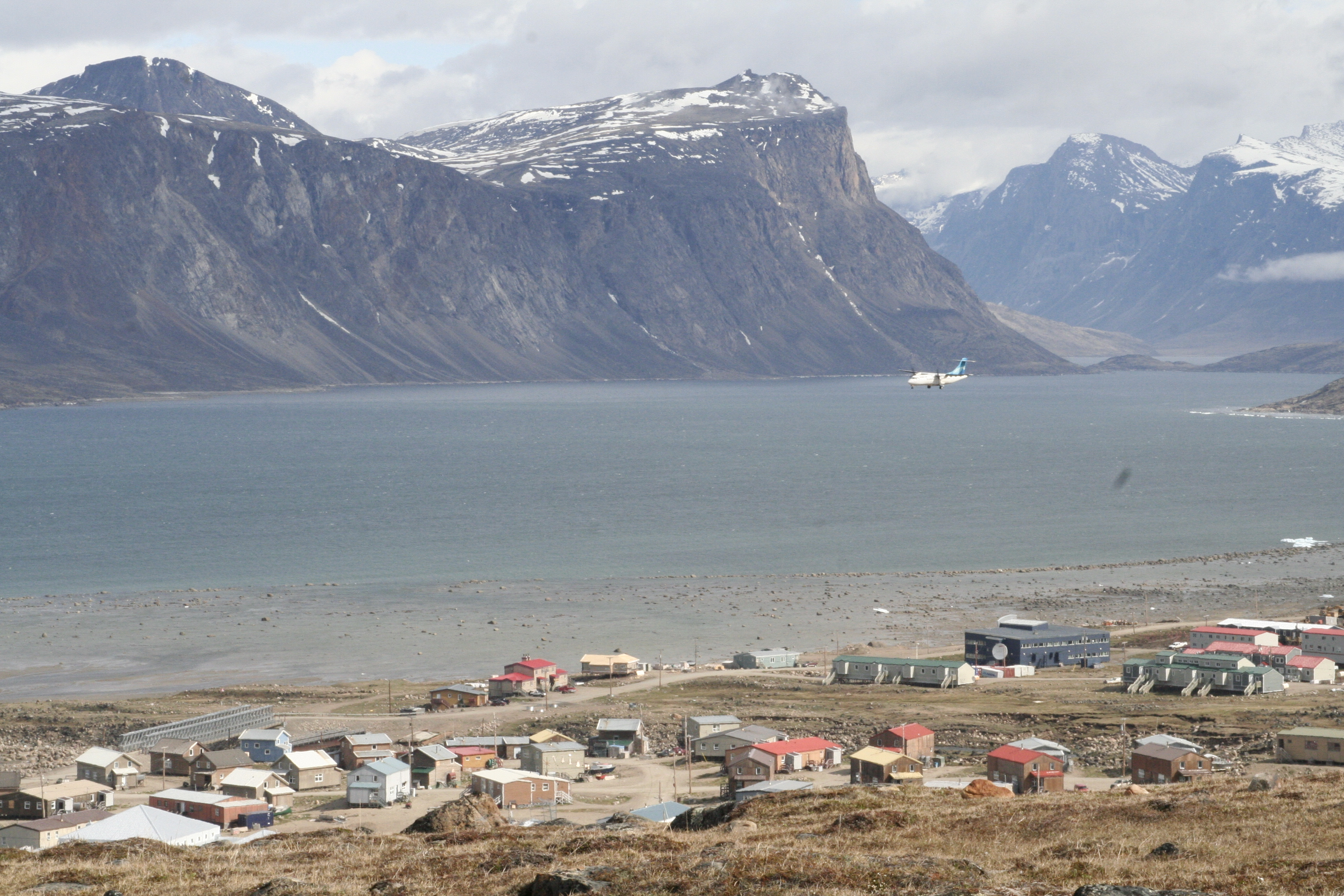
Île Baffin.
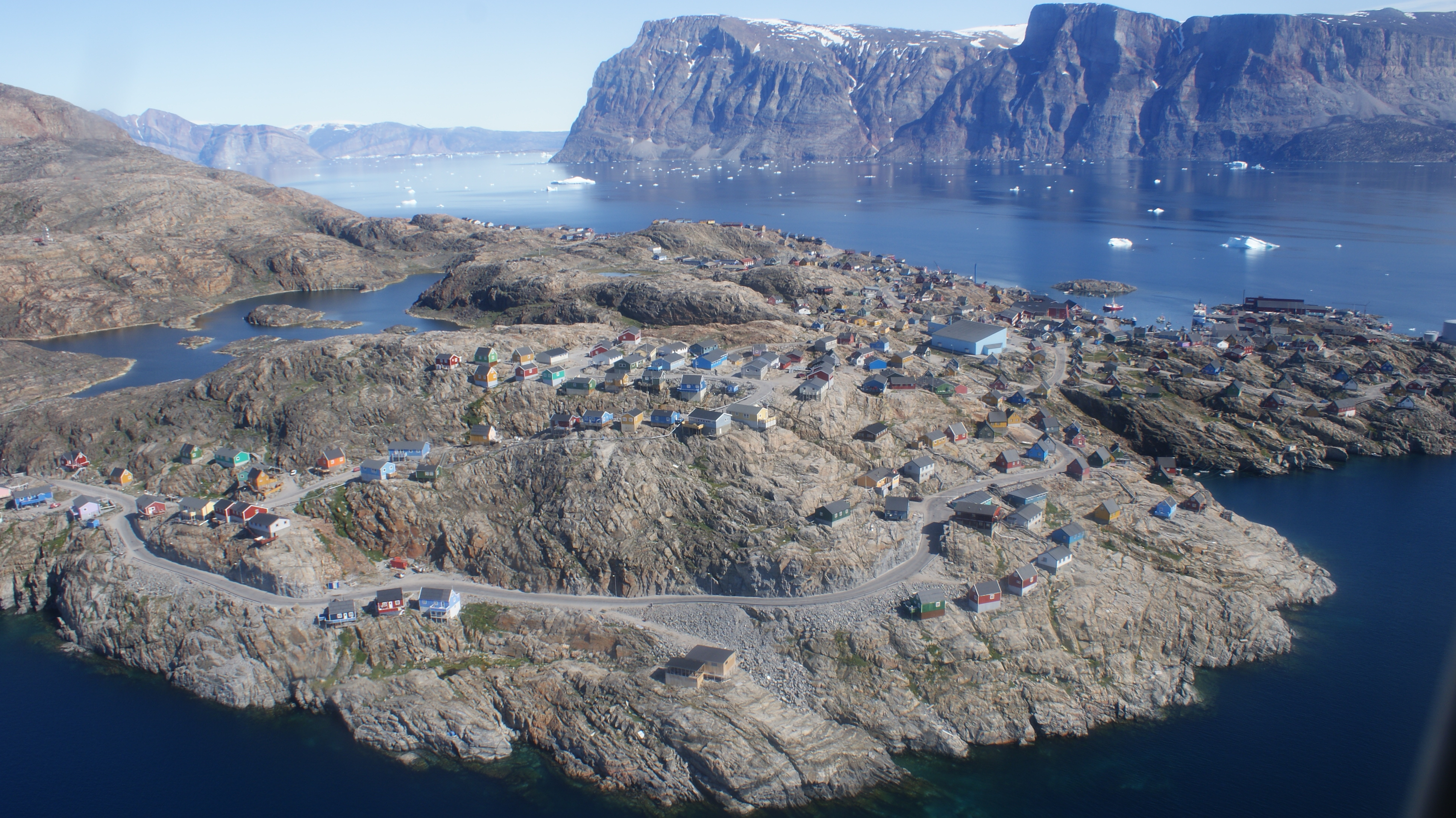
île d'Uummannaq (en), Groenland.
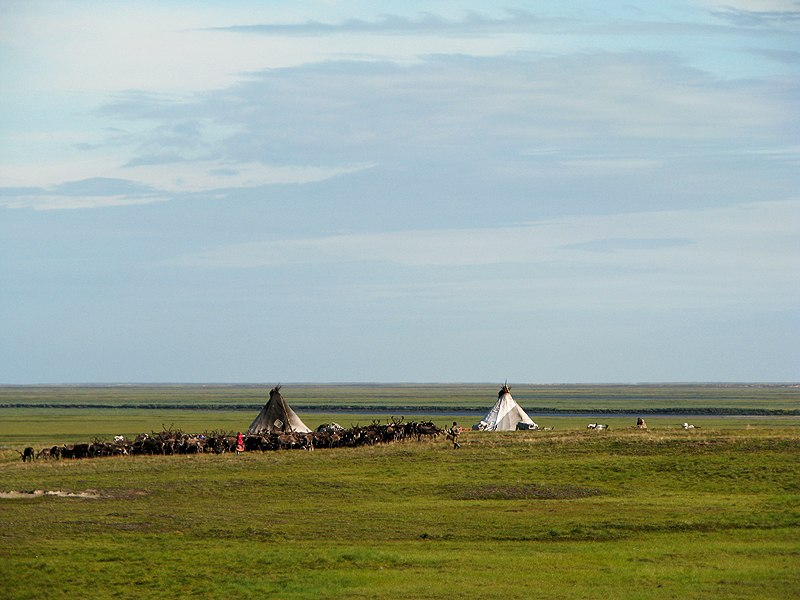
Des éleveurs nenets de rennes en Iamalie.
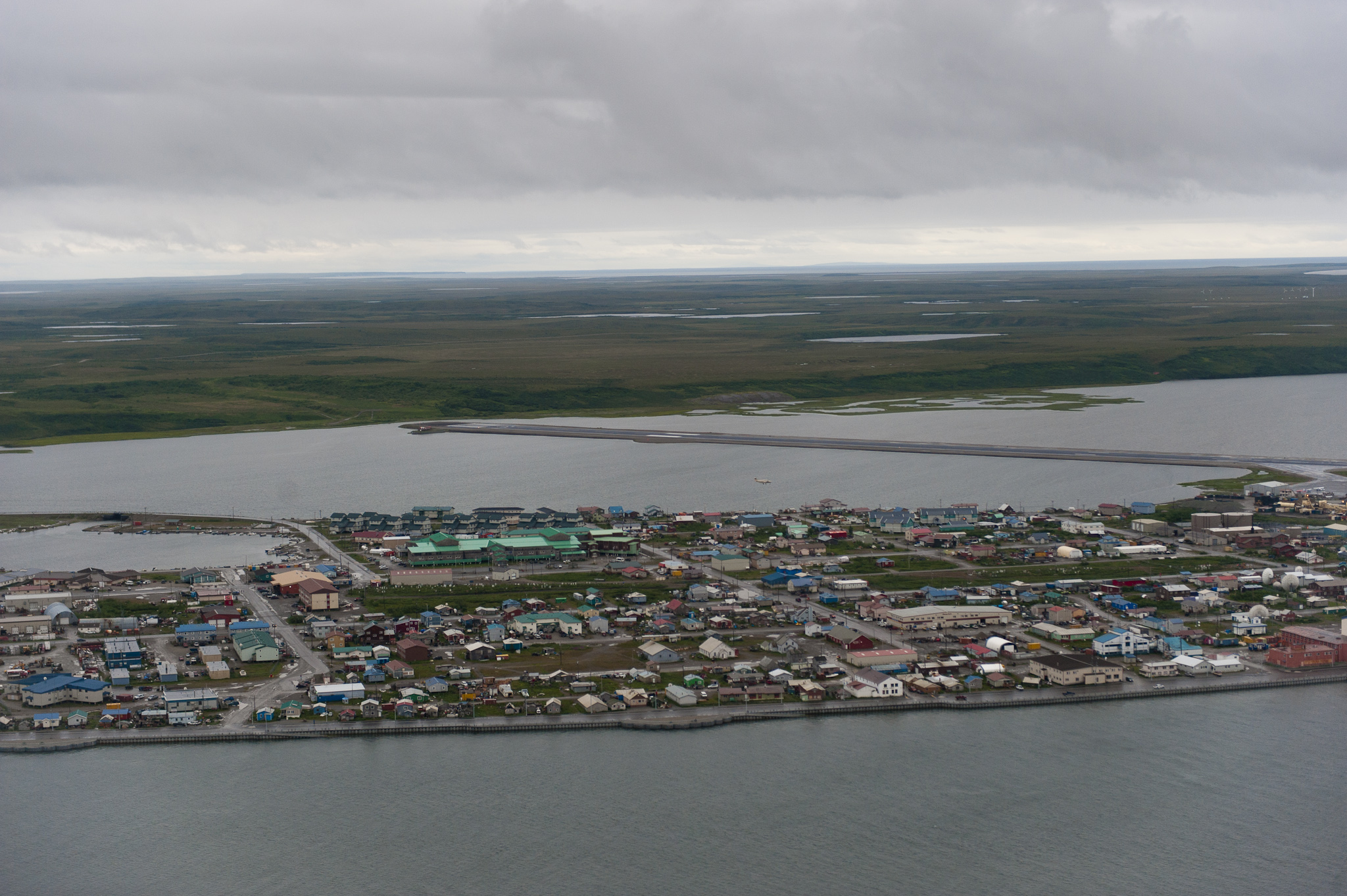
Kotzebue, Alaska.

### Climat
Record de froid = −70 °C
Record de chaleur = 38 °C
Dans l'Arctique, le réchauffement climatique est deux fois plus rapide que la moyenne mondiale, sous l'effet principalement du déclin de la glace de mer et de l'augmentation des températures de l'océan Arctique. Le 14 juillet 2019, la base canadienne d'Alert, qui est le point habité le plus nordique de la planète (à 817 km du pôle Nord) a battu son record absolu de température en atteignant 21,0 °C soit 1 °C de plus que le record précédent (8 juillet 1956) ; c'est la température la plus haute jamais relevée au-dessus de 80° Nord de latitude.
L'Arctique s'est réchauffé près de quatre fois plus vite que le globe au cours des 43 années précédent 2022, ce qui est un ratio plus élevé que ce qui est généralement rapporté,.

### Faune

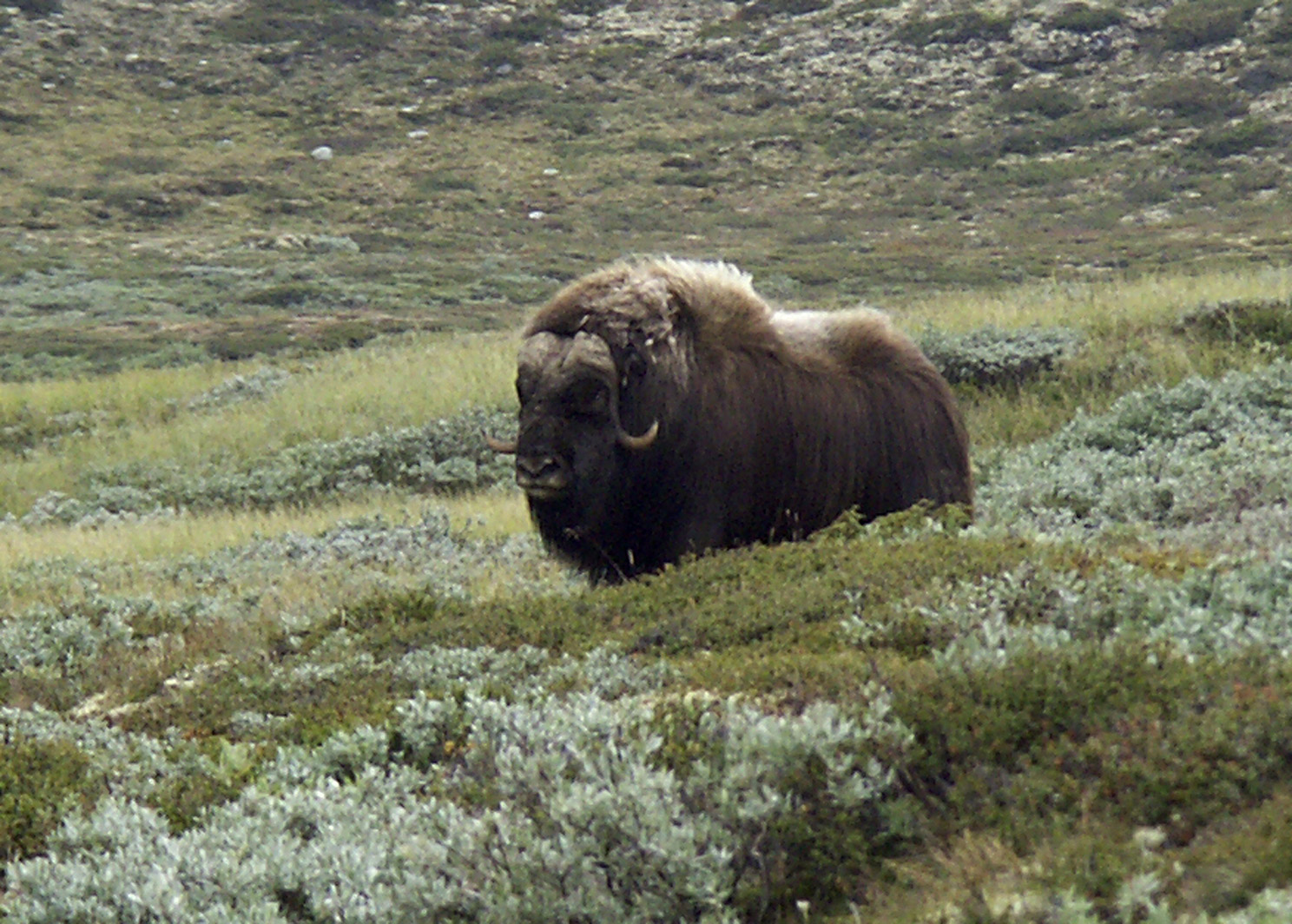
Un bœuf musqué.

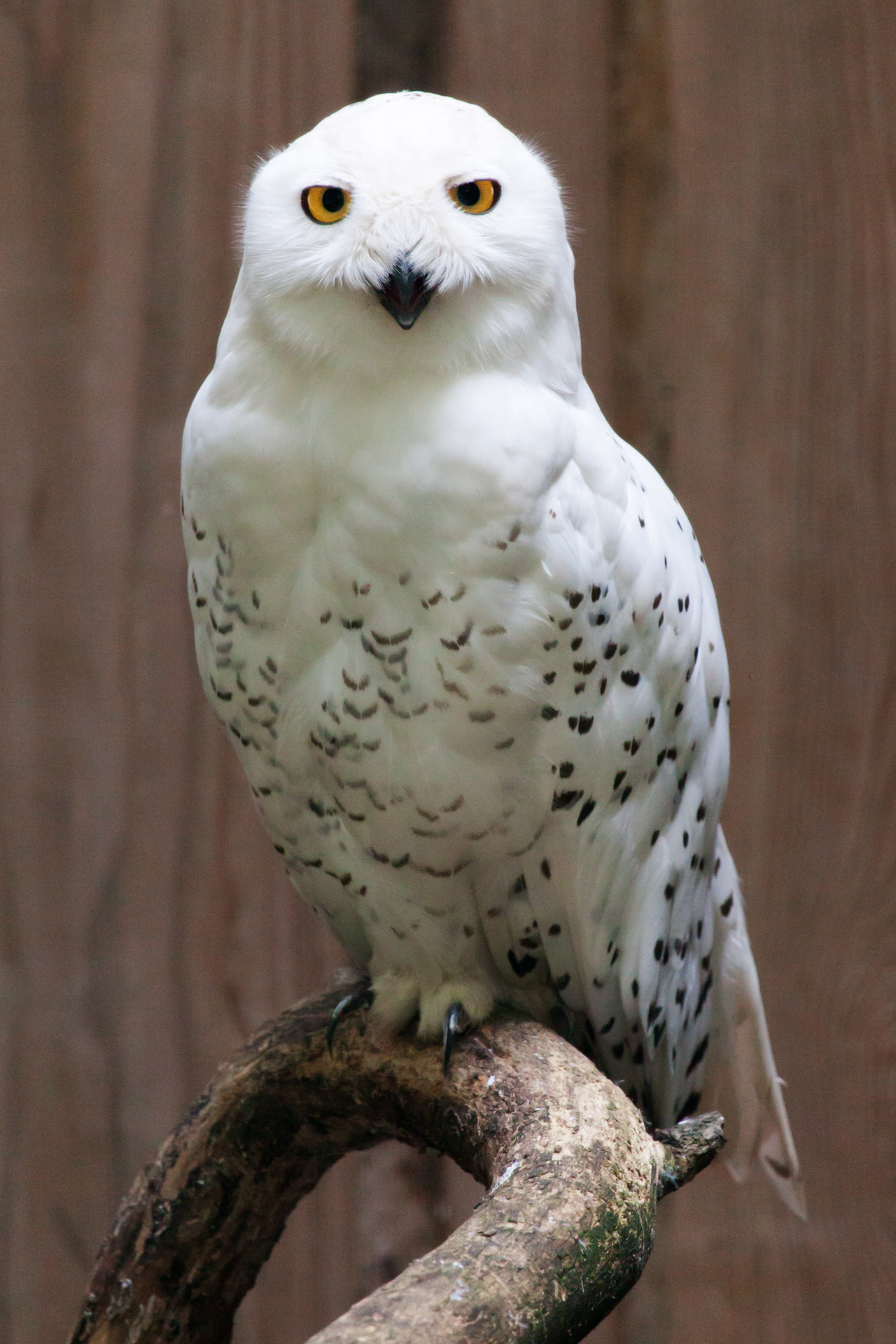
Un harfang des neiges.

L'Arctique est constitué principalement d'un océan gelé (banquise) entouré de terres très froides (toundra). Des hommes et de nombreuses espèces animales y vivent, dont :
- l’ours polaire, que l'on ne trouve qu'en Arctique, cette espèce n'existant pas en Antarctique[16] ;
- le renard polaire ;
- le renne (ou caribou) ;
- le bœuf musqué ;
- le lièvre arctique ;
- le lemming ;
- le morse ;
- le hibou grand-duc arctique (Bubo virginianus subarcticus) ;
- le harfang des neiges.

La région arctique est unique par sa nature. Les cultures locales et les peuples autochtones (Inuits, Samis, Samoyèdes, etc.) se sont adaptés au froid et aux conditions extrêmes (végétation rare ou absente, nuit polaire, etc.). Elle occupe une position-clef dans l'équilibre physique, chimique et biologique de la planète. Elle est très sensible aux changements climatiques par l'évolution des courants marins ou de la température, et ses réactions se répercutent largement sur l'état global de l'environnement : cette région est considérée par les chercheurs comme le premier indicateur des modifications futures du climat.

### Flore

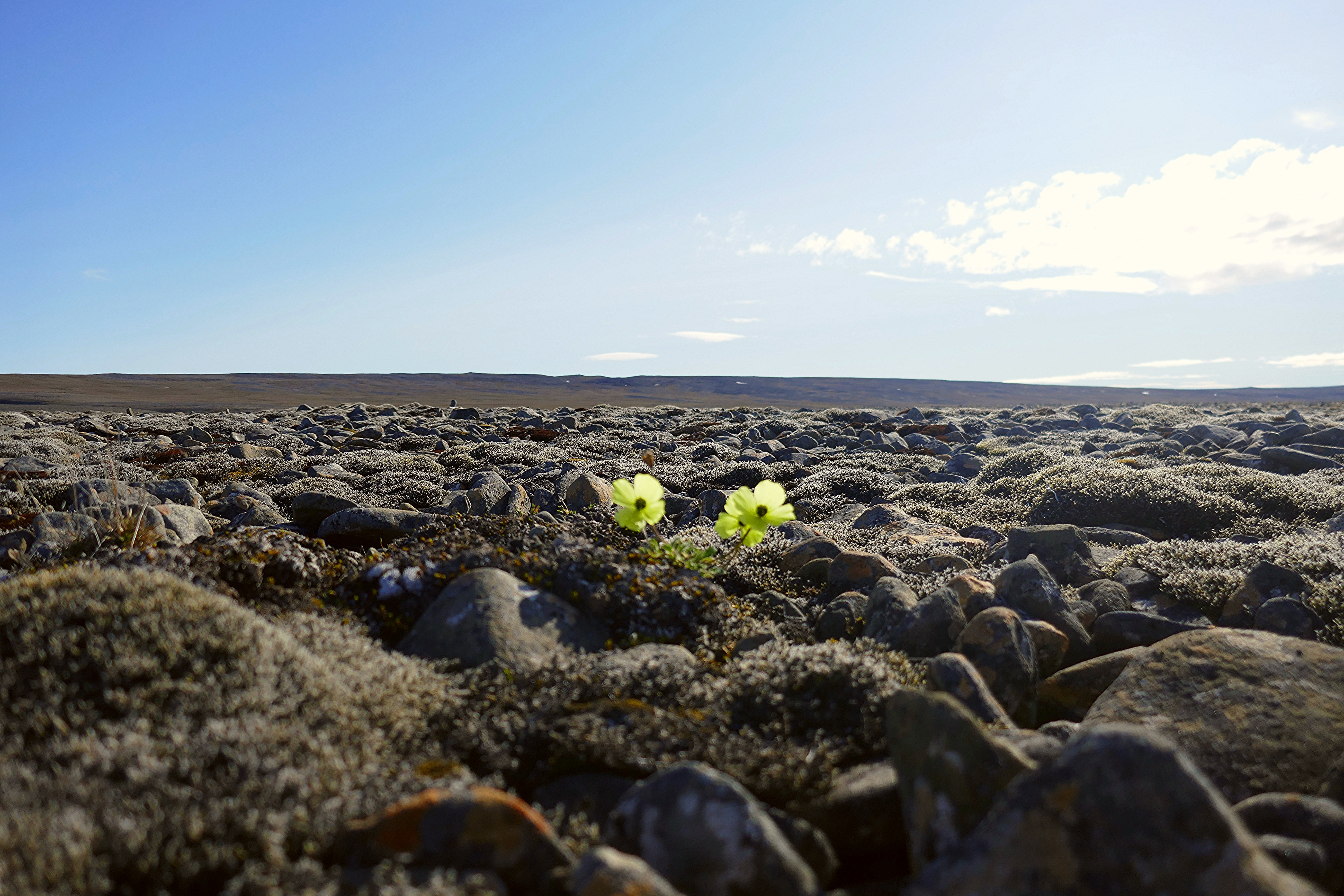
Pavot arctique en fleur dans le Parc national Qausuittuq sur l'Île Bathurst.

### Impact des activités humaines

#### Changements écologiques et climatiques, pollutions
L'environnement arctique semble - comparativement au reste des écosystèmes terrestres - devoir être le plus propre, mais il souffre d'une pollution diffuse et de fortes pollutions localisées qui mettent en danger les personnes vivant près de ces lieux. En effet, du fait des grands courants marins et aériens mondiaux, la région arctique est la destination de nombreux polluants transportés sur de longues distances, et leur concentration dépasse en certains endroits celle que l'on trouve près des villes densément peuplées. L'Arctique se couvre au printemps d'une brume légère qui est attribuée à ces polluants aéroportés.
En outre, le fond de l'océan Arctique et les pergélisols libèrent du CO2 et du méthane (à partir de clathrates), un puissant gaz à effet de serre, à un rythme plus élevé que ne le pensaient les experts, ce qui pourrait aggraver le réchauffement climatique. En 2019, les chercheurs constatent la fonte du pergélisol des îles arctiques du Canada. Les modèles climatiques établis par le Groupe d'experts intergouvernemental sur l'évolution du climat (GIEC) ne prévoyaient pas un tel dégel avant 2090.
Depuis les années 1960, le taux saisonnier de CO2 de l'air arctique fluctue de manière de plus en plus importante. Des fluctuations sont normales (dues aux cycles annuels de végétation terrestre et algales), mais elles ont augmenté dans certaines régions arctiques de près de 25 %. Ceci semble dû au dérèglement climatique et à une augmentation de la surface végétalisée et de la durée d'activité annuelle des végétaux. L'imagerie satellitaire montre une extension de la toundra, surtout depuis les années 1980, dans l'est de la Russie par exemple. Pour l'instant, cette extension de végétation semble pouvoir absorber ce CO2, mais à l'avenir si les nutriments du sol sont lessivés par l'eau de fonte des glaces (ou en cas de grands incendies de forêt, ou avec la montée de la mer), le CO2 généré par la décomposition de la matière organique piégée dans le sol pourrait encore renforcer l'effet de serre.

#### Évolution de la banquise

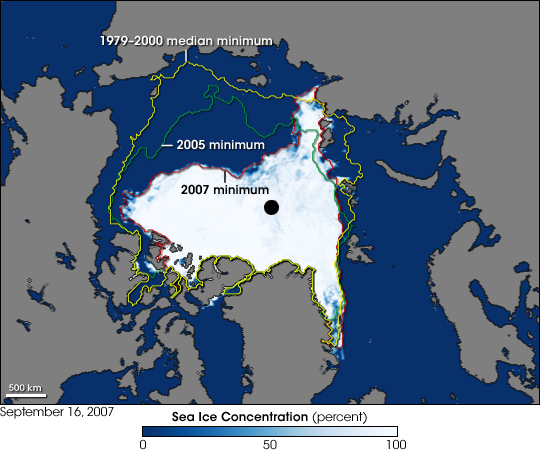
Évolution de la banquise jusqu'en 2007.

Le changement climatique a des effets importants et visibles sur l'Arctique. Néanmoins, le taux moyen de perte de glace de la banquise arctique qui, au cours des étés jusqu'en 2006, était en moyenne de 62 809 km2, est redescendu à 45 000 km2 en 2009. Son évolution en 2009 se rapproche de la normale,,,. Au cours de la 3e Conférence de Genève sur le climat qui s'est tenue en septembre 2009 à Genève, on a rappelé que l'évolution de la banquise arctique est aussi due à l'influence de cycles naturels tels que l'oscillation Nord-Atlantique.
En septembre 2012, la glace de mer en Arctique a atteint son record de fonte. Cette dernière décennie marque en effet la période du plus grand déclin de l’étendue de la couverture glaciaire jamais enregistrée. La banquise se réduit, elle devient aussi plus fine et plus jeune, sa superficie est bien en deçà de la moyenne relevée entre 1979 (date des premiers relevés satellites) et 2000. Cette réduction de la surface s'accompagne d'un amincissement considérable : la banquise a perdu environ la moitié de son volume en une trentaine d'années. En 2012, pour la première fois, la banquise arctique est sous les 4 millions de km².
Au cours de l'été 2015, la surface couverte par la banquise a atteint le quatrième point le plus bas depuis 1979, couvrant 34 % de moins que la moyenne entre 1979 et 2000. En 2020, le deuxième niveau le plus bas a été atteint avec 3,74 millions de kilomètres carrés. Selon les scientifiques, l'impact du réchauffement climatique se fait sentir dans cette région par une fonte supérieure des glaces en été et une reconstitution plus faible en hiver.

#### Bilan de l'impact environnemental
La faune de l'Arctique et les écosystèmes arctiques subissent déjà l'accumulation de polluants organiques (organochlorés, dont pesticides en particulier) et métalliques (plomb, mercure, cadmium, etc.) apportés des régions agricoles et industrielles par les vents et les courants marins. Les taux présents dans les animaux de certains de ces polluants (mercure ou DDT par exemple) restent très préoccupants alors que d'autres tendent à diminuer (PCB par exemple, avec toutefois des variations selon les espèces et le sexe et l'âge de l'animal ,).

### Répartition de la population

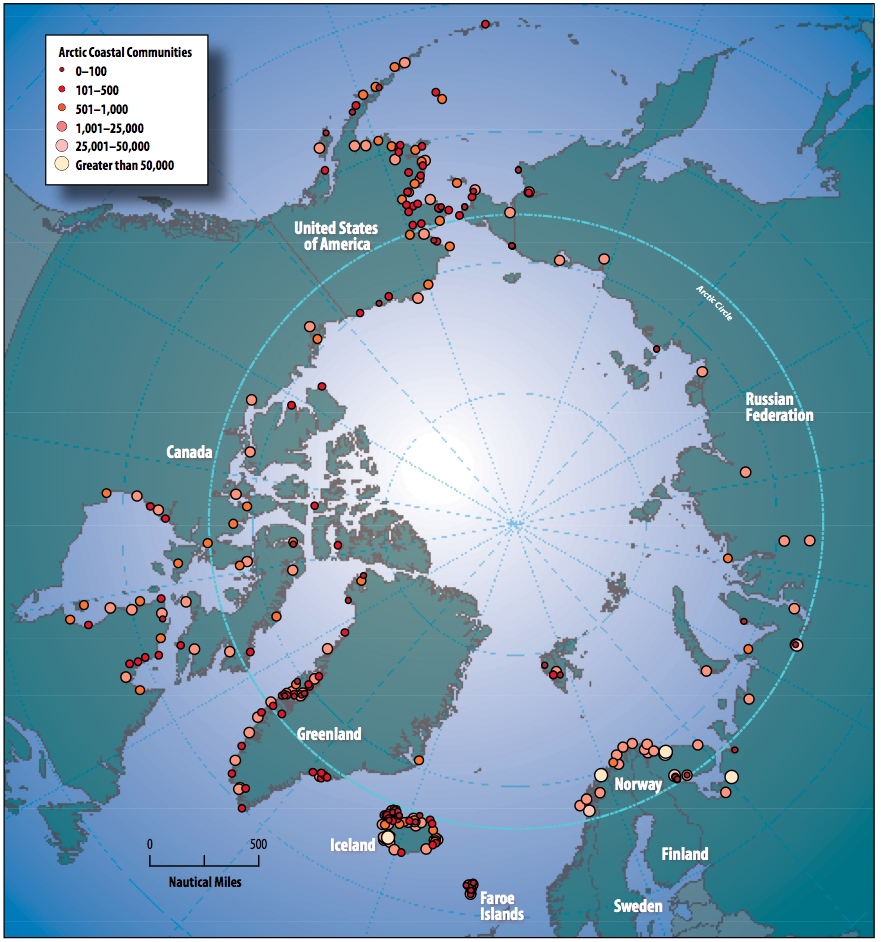
Répartition de la population humaine côtière circumpolaire (comprend les autochtones et les non-autochtones).

## Géographie humaine

### Exploitation des ressources naturelles
La région arctique possède d'intéressantes ressources naturelles (pétrole, gaz, poisson, et même forêts si l'on compte la région subarctique), accessibles grâce aux technologies modernes et à l'ouverture de la Russie. En 2009, les États-Unis, la Russie, le Danemark, la Finlande, la Norvège et le Canada ont mis en commun leur travail scientifique en géologie de l'Arctique en produisant ainsi la première carte géologique.
Selon la revue Nature, un tiers des réserves de pétrole, la moitié de celles de gaz, et 80 % de celles de charbon devraient rester sous terre pour que soit respecté l’objectif de hausse des températures de 2 °C d’ici à 2050. Dans ces conditions, le développement de l'exploitation du pétrole et du gaz de l’Arctique est particulièrement contestable. Ce défi s’ajoutera à celui des risques sur l’environnement posés par l’exploitation de l’Arctique : une fuite de pétrole serait en effet dramatique pour cet écosystème unique.
Le tourisme de masse dans les zones froides et exotiques se développe aussi, représentant à la fois une opportunité et une menace pour cette région.
L'Arctique est une des dernières vastes régions mondiales restées à l'état sauvage, et son importance dans la préservation de la biodiversité est primordiale. L'augmentation de la présence humaine détruit progressivement l'habitat naturel : l'Arctique est très sensible à l'érosion des sols et à la perturbation des rares lieux de reproduction des espèces animales locales.

### Transports
Les circulations maritimes en Arctique ont été diversement affectées par la pandémie de covid-19 en 2021, faisant chuter le trafic dans les eaux du Groenland et dans une moindre mesure dans les eaux canadiennes, mais n'empêchant pas le trafic de continuer à croître dans les eaux russes.

## Histoire

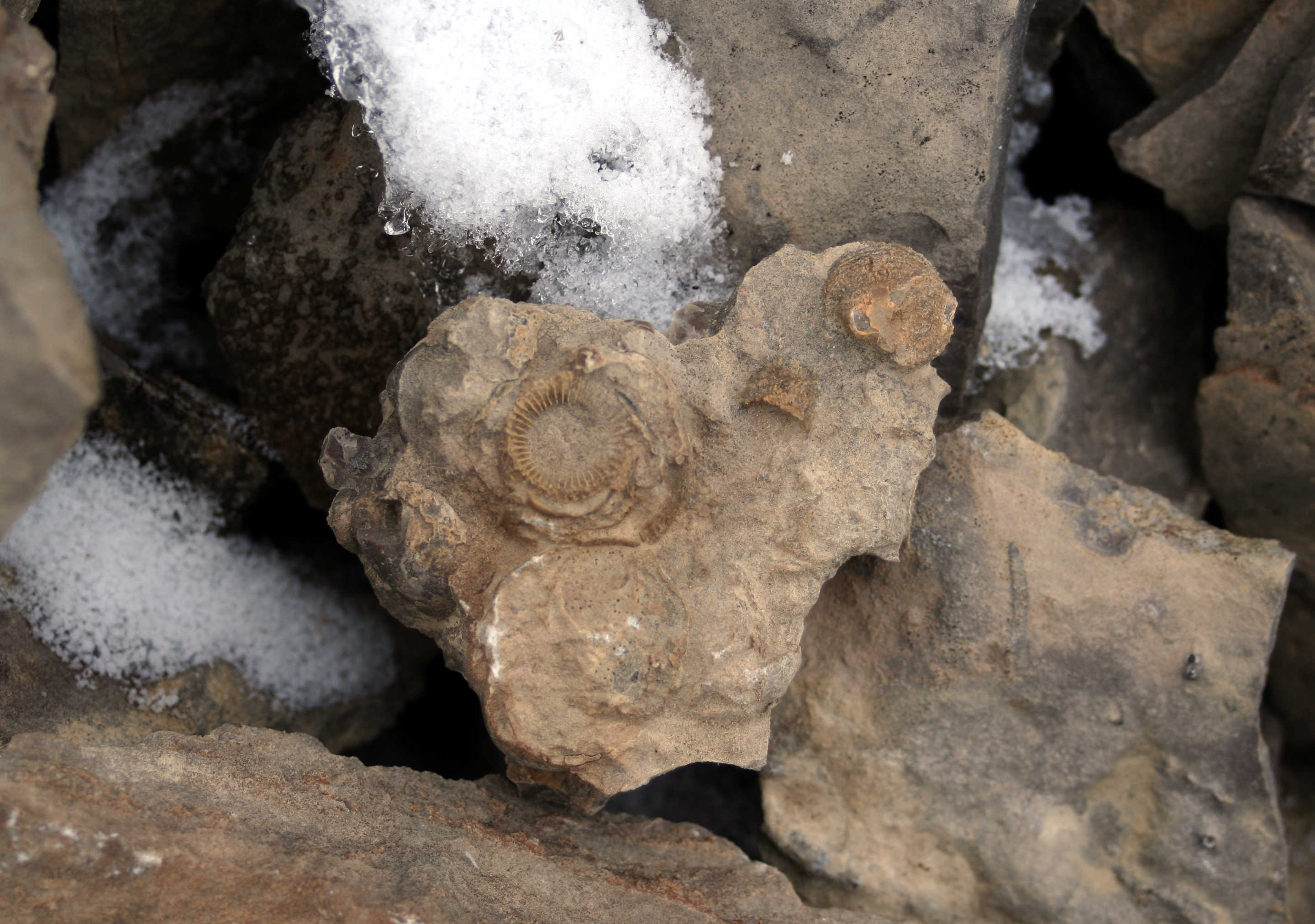
Fossiles marins dans le Nord canadien.

Les premiers habitants des régions arctiques du milieu et de l'Est de l'Amérique sont désignés comme la tradition microlithique (ou tradition des petits outils) et ont existé vers 2500 av. J.-C. Ces habitants se composaient de plusieurs sous-ensembles, incluant la culture Independence et la culture Pré-Dorset. La culture de Dorset (inuktitut : tuniit ou tunit) se réfère aux habitants du centre et du côté est de l'Arctique. La culture de Dorset a évolué en raison des mutations technologiques et économiques au cours de la période 1050-550 av. J.-C. À l'exception de la région du Québec et du Labrador, cette culture a disparu autour de 1500 ap. J.-C.
La transition de la culture Dorset vers la culture de Thulé date environ du IXe-Xe siècle. Des scientifiques supposent qu'il pourrait y avoir existé des contacts entre ces deux cultures, avec le partage de techniques, telles que la conception des têtes de harpon, ou bien les Thulés trouvèrent des vestiges de la culture de Dorset et les adaptèrent à leur propre culture. D'autres supposent que les Thulés forcèrent la migration des Dorsets.
Les premières installations des Européens dans la région arctique datent du Xe siècle lorsque les populations scandinaves et des Russes explorent cette région ou s'y installent. Vers la fin du premier millénaire, Erik le Rouge part de l'Islande et fonde une colonie au Groenland.
En 1300, les Inuits, habitants actuels de l'Arctique et descendants de la culture Thulé, s'installèrent dans l'Ouest du Groenland, et déménagèrent vers l'Est du Groenland au cours du siècle suivant. Au fil du temps, les Inuits ont ainsi émigré depuis les régions arctiques du Canada vers le Groenland, la Russie et les États-Unis et sont aujourd'hui le peuple symbolique de la région arctique. Les autres peuples autochtones du cercle arctique comprennent les Tchouktches, Evenks, Iñupiats, Khantys, Koriaks, Nénètses, Samis, Youkaguirs et Yupiks.
On compte aujourd'hui environ quatre millions d'habitants en terre arctique,. La culture traditionnelle et le mode de vie ancestral des habitants de l'Arctique ont évolué au courant du XXe siècle, vers une forte « occidentalisation ». Les Inuits ont par exemple abandonné leurs habitations traditionnelles (igloo et hutte) pour des maisons préfabriquées, et leurs chiens de traineau pour des motoneiges.
De nombreuses considérations culturelles et politiques autour de l'identité inuite se sont exprimées ces dernières années, dues à ce changement rapide de mode de vie. Il en ressort que les Inuits ne sont pas considérés comme une nation, mais que la reconnaissance de ce peuple parait cruciale pour la sauvegarde économique, culturelle, sociale et environnementale de cette région du globe.

## Politique

Carte des revendications territoriales en Arctique.

### Statut juridique
L'océan Arctique n'est pas reconnu comme un continent, mais comme une zone maritime gelée, par le droit international. De fait, avec la fonte des glaces, la modification du droit de la mer est en plein débat entre les États côtiers de l'Arctique, ceux-ci désirant étendre leur droit pour augmenter leurs possibilités d'exploitation de ressources.

### Politique, coopération et conflit international
La région arctique présente un intérêt politique international important. Une coopération à grande échelle a commencé dans les années 1990. C’est en 1991 que les huit pays arctiques ont adopté la Stratégie pour la Protection de l’Environnement Arctique (SPEA),. Quelques années plus tard, en 1996, la déclaration d’Ottawa met en place le Conseil de l’Arctique avec le Canada, la Russie, la Norvège, le Danemark, l’Islande, les États-Unis, la Suède et la Finlande. Le but du Conseil est de développer la collaboration entre les pays arctiques sur les questions de développement durable et de protection de l’environnement. En plus des huit pays signataires, six associations autochtones de la région ont le statut de participants permanents au Conseil. Des centaines de scientifiques et de spécialistes de l'Arctique ont compilé de nombreuses informations[réf. nécessaire].
Malgré cela[Quoi ?], en 1920, le traité de Svalbard a été instauré afin de réglementer l'inlandsis arctique. Ce dernier autorise ses signataires (le Canada, le Danemark, les États-Unis, l'Islande, la Norvège, la Russie, la Finlande, la Suède, la Chine et d'autres) à exploiter la zone arctique (pêche, chasse, tourisme, recherches scientifiques, industrie…). Exception faite à la Chine, pourtant signataire, n'ayant accès à aucun de ces droits. C'est en évoquant cette raison que la république populaire de Chine revendique ses droits dans les années 1990 afin de pouvoir exploiter la zone arctique régie par le traité de Svalbard.
L'augmentation des effets du réchauffement climatique, rendant les immenses ressources de l'Arctique de plus en plus accessibles, a fait de l'Arctique au XXIe siècle une zone de tensions géopolitiques intenses. L'OTAN sous la direction des États-Unis effectue régulièrement des exercices militaires afin d'assurer son emprise sur la région ; la Russie y développe son activité militaire et revendique une partie de l'Arctique comme prolongement de sa ZEE et son droit à la défendre.

### Intérêt stratégique

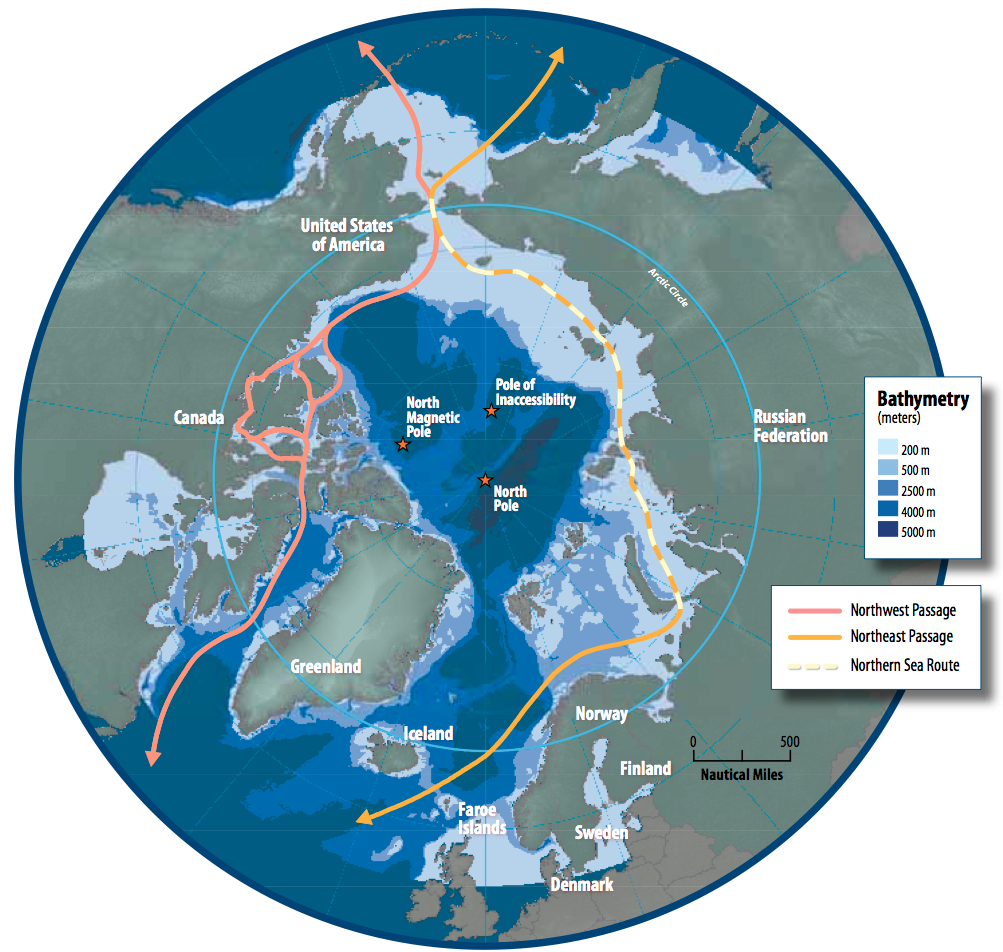
Carte de la région arctique montrant le passage du Nord-Est, la route maritime du Nord et le passage du Nord-Ouest.

Certains pays affirment que l'Arctique n'a jamais été politiquement investi, et dans le même temps, certaines puissances militaires lui ont donné une grande importance stratégique. Le Canada y possède un poste d'alerte avancé, et en réclame une grande partie. C'est le capitaine Joseph-Elzéar Bernier (1852-1934) qui a revendiqué le territoire de l'Arctique canadien, le 1er juillet 1909, sur l'île Melville. La marine canadienne y patrouille régulièrement afin d'y affirmer sa souveraineté.
Dans les années 1950 et 1960, l'Arctique a souvent été le lieu de tests de sous-marins, sonars et autres nouvelles armes. L’établissement de la souveraineté canadienne sur le fameux passage du Nord-Ouest dans l’Arctique a, selon le gouvernement canadien, pour objectif principal de s’attaquer au problème de l’impact des changements climatiques en Arctique et de l’Accord sur les revendications territoriales du territoire inuit de Nunavut. Le gouvernement canadien a annoncé en 2007 l'octroi de trois milliards de dollars pour la construction de bateaux de patrouilles côtières et d’un port en eau profonde à Nanisivik au Nunavut.
Durant la guerre froide, la région fut étroitement surveillée par l'armée américaine et l'OTAN, pensant que les frappes nucléaires de l'URSS commenceraient par l'envoi de missiles balistiques passant par le Pôle Nord vers les États-Unis.
En 2001, la Russie a déposé devant l'Organisation des Nations unies une demande de fixation des limites extérieures de son plateau continental en Arctique (les dorsales Lomonossov et Mendeleïev), ainsi que dans les mers de Béring et d'Okhotsk (d'une superficie de 1,2 million de kilomètres carrés au total). Ce faisant, elle a affirmé ses revendications, contestées par ses voisins, notamment par le Canada, sur le plateau continental étendu riche en hydrocarbures et dont les réserves sont estimées à 10 milliards de tonnes. La commission onusienne des limites du plateau continental qui regroupe des représentants de 21 États dont la Russie et qui est chargée de définir les limites du plateau continental conformément à la Convention des Nations unies sur le droit de la mer de 1982, a conclu que les données fournies par Moscou ne suffisaient pas pour considérer les zones de l'océan Arctique indiquées comme faisant partie du plateau continental russe, et a recommandé une étude complémentaire.
En juillet 2007, une expédition polaire russe a effectué une plongée inédite (à −4 200 m) et spectaculaire dans les profondeurs de l'océan Arctique afin de collecter des preuves supplémentaires permettant d'appuyer les revendications russes. Un drapeau russe en titane y a également été symboliquement planté. En mars 2009, la Russie a décidé de créer, d'ici à 2020, un groupement de troupes dans l'Arctique, en vue de protéger ses intérêts économiques et politiques dans cette région.
La flambée du prix du baril de pétrole a favorisé une course aux réserves jusqu'alors non rentables. Une étude de l’institut d'études géologiques des États-Unis a montré, en 2008, que l'Arctique pourrait receler près du quart des réserves d'hydrocarbures (pétrole et gaz) restant à découvrir dans le monde. Les nouvelles technologies, le recul de la banquise à la suite du réchauffement climatique et la proximité géographique rendent ces nouveaux filons attirants pour les pays limitrophes. D'un point de vue économique, une diminution des glaces polaires ouvrirait de nouvelles routes commerciales pour les navires dans l'Arctique, en rendant par ce fait le pétrole plus facile à extraire. On estime ainsi que deux grands passages pourraient voir le jour vers 2050 pendant l'été : le passage du nord-est et le passage du nord-ouest. Cela permettrait de raccourcir les trajets entre l'Atlantique et le Pacifique.
À part la Russie et le Canada, la zone de l'Arctique est également convoitée par les États-Unis, le Danemark et la Norvège, bien que la marine de guerre de ce pays ait décidé de la fermeture de sa base navale d'Olavsvern (Tromsø). La Russie affirme cependant qu'elle ne revendique qu'une partie de la dorsale Lomonossov, son prolongement au-delà du pôle Nord appartenant probablement au Canada ou au Danemark (via le Groenland).
L'Europe a adopté mi-2011 des mesures de soutien à une gestion efficace de l'Arctique. Alors que des étés sans glace sont attendus vers 2050, le recul de la banquise « ouvre de nouvelles perspectives économiques dans la région, notamment pour la navigation, l'industrie minière, la production d'énergie et la pêche », non sans impacts sur les écosystèmes et modes de vie des populations arctiques précise le communiqué. Un programme en 28 points porte sur la recherche, l'amélioration du sauvetage en Arctique, le développement durable, au profit des communautés locales et indigènes, la lutte contre le changement climatique. Ce programme encourage également des transports maritimes plus propres et une exploitation minière plus durable.
Le plan encourage un dialogue bilatéral entre Canada, Islande, Norvège, fédération de Russie et États-Unis et la candidature de l'UE au statut d'observateur permanent au sein du Conseil de l'Arctique, ainsi qu'un dialogue plus régulier avec les organisations indigènes quant aux politiques et programmes de l'UE. En juillet 2012, le Parlement européen et les États membres de l'UE peuvent soumettre leurs observations sur ce programme.
En 2018, un accord international juridiquement contraignant, historique (c'est une première mondiale) est signé par les cinq pays arctiques et les principaux pays qui y pêchent. Il confie aux scientifiques, pour 16 ans au moins, la partie du centre de l'Arctique qui a été « ouverte » par le changement climatique, tout en y interdisant la pêche commerciale. Les signataires sont le Canada, la Norvège, la Russie, le Danemark (Groenland et îles Féroé) et les États-Unis, plus les puissances de pêche que sont l'Islande, le Japon, la Corée du Sud, la Chine, l'Union européenne et le Conseil circumpolaire inuit.

## Vexillologie

Drapeau du Groenland.
Drapeau de l'Islande.
Drapeau sami.
Drapeau de la Nénétsie.
Drapeau de la Iamalie.
Drapeau de Taïmyr.
Drapeau de la Iakoutie.
Drapeau de la Tchoukotka.
Drapeau de L'Alaska.
Drapeau du Yukon.
Drapeau des Territoires du Nord-Ouest.
Drapeau du Nunavut.
Drapeau du Nunavik.